# Glypta glacialis
Glypta glacialis är en stekelart som beskrevs av Dasch 1988. Glypta glacialis ingår i släktet Glypta och familjen brokparasitsteklar. Inga underarter finns listade i Catalogue of Life.